# 加登鎮區 (明尼蘇達州波爾克縣)
加登鎮區（英語：Garden Township）是位於美國明尼蘇達州波爾克縣的一個行政鎮區。

## 歷史
加登鎮區於1881年設立，得名自當地肥沃的土地。

## 地方資料
加登鎮區的面積為92.27平方千米，當中陸地面積為87.35平方千米，而水域面積為4.92平方千米。根據2020年美國人口普查的數據，當地共有人口220人，而人口密度為每平方千米2.38人。